# Harustyák József
Harustyák József (Budapest, 1894. szeptember 17. – Budapest, 1970. december 14.) földműves, vegyipari munkás, a két világháború között szociáldemokrata, később kommunista politikus, szakszervezeti és SZOT-vezető, országgyűlési képviselő.

## Élete

### A második világháború végéig
Édesanyja Harustyák Lídia cseléd volt, édesapja ismeretlen. Hétéves korában elárvult, így árvaházba került. Miután elvégzett négy elemit, a nagybátyja vette magához és Dadon uradalmi pásztorként helyezte el. Tizenhat éves korától béresként, illetve a kecskédi plébános kocsisaként helyezkedett el. Az első világháborúban három évig szolgált a fronton, 1918-ban sérüléssel szerelt le őrvezetői rangban, az ezüst vitézségi érem II. fokozatának birtokosaként. 1919-ben belépett a Tanácsköztársaság Vörös Hadseregébe, és a 12. komáromi gyalogezred egyik századparancsnokaként részt vett az északi hadjáratban. Az ellenforradalom győzelme után ezért rövid időre bebörtönözték, és 1921-ig nem tudott elhelyezkedni. 1920. május 9-én Budapesten, Kőbányán házasságot kötött Czáp Máriával, Czáp György és Ruszinycsák Irén lányával.
Ekkor előbb a BSZKRT-nál, év végén pedig a Medichémiai Gyógyszervegyészeti Gyárban kapott munkát, Kőbányán. Ugyanebben az évben lépett be a Magyarországi Szociáldemokrata Pártba és a Magyarországi Vegyészeti Munkások Országos Szövetségébe. Karrierje mind a pártban, mind a szakszervezetben rövidesen felívelt: 1924-től az MSZDP kőbányai pártszervezete végrehajtó bizottságának tagja lett, 1925-ben pedig a MVMOSZ Központi Vezetőségébe választották, miután sikeres éhségsztrájkokat szervezett. 1934–1937 között a kőbányai MSZDP-szerv, 1938-tól pedig a vegyimunkás-szervezet elnöke lett. 1943-ban elbocsátották, de egy Népszava kiadójánál tett rövid kitérő után ismét a vegyiparban helyezkedett el: a Biochémia Gyógyszer-laboratórium dolgozója lett. A nyilasok 1944 őszén elhurcolták, de megszökött, ezután a szovjetek érkezéséig álnéven bujkált és partizánakciókban vett részt.

### A világháború után
1945-től kezdve a Vegyipari Dolgozók Szakszervezetének titkáraként tevékenykedett, közben ismét az MSZDP kőbányai titkára és a párt fővárosi végrehajtó bizottságának tagja lett, és a párt lapját, a Népszavát is ő vezette főszerkesztői minőségben. 1945 nyarán beválasztották az Ideiglenes Nemzetgyűlésbe, októberben pedig a fővárosi törvényhatósági bizottságba. Év végén Kossa István társaságában jelen volt a Szakszervezeti Világszövetség párizsi megalakulásán, ahol beválasztották a testület Főtanácsába. (1949-től az SZV Ellenőrző Bizottságába került.) Az 1947-es választásokon pótképviselői mandátumot szerzett.

### A kommunista pártban
1948 márciusában, a pártfúzió előkészületei közepette az MSZDP országos vezetőségébe került, majd 1948 júniusától átigazolták a Magyar Dolgozók Pártjába, ahol a Központi Vezetőség tagjává választották. Ekkor foglalta el az országgyűlésben a mandátumáról lemondatott, szociáldemokrata Révész Mihály helyét. 1948 júliusában a kommunista irányítás alatt álló Szakszervezeti Tanács (Szaktanács) elnökévé választották, októbertől pedig ennek utódja, a Szakszervezetek Országos Tanácsa (SZOT) élén töltötte be ezt a funkciót, ugyanebben az évben az Országos Nemzeti Bizottságban is tagságot szerzett. 1949-ben beválasztották a párt legfontosabb vezetőit tömörítő Politikai Bizottságba, tagja lett a koalíciósság látszatát fenntartani hivatott Magyar Függetlenségi Népfront Országos Tanácsának és a Népköztársaság Elnöki Tanácsának.
1953-ban, a sztálinizmus elleni fordulat idején kikerült az MDP PB-jéből és a SZOT éléről is távozott, helyette a Vegyipari Minisztérium Kereskedelmi Igazgatóságának élére helyezték. 1954-ben népfrontbeli tisztségét is elvesztette. 1955 decemberétől ismét a SZOT-ban kapott munkát, ahol 1958-tól 1961-es nyugdíjazásáig a SZOT Számvizsgáló Bizottságának elnökeként tevékenykedett. Nyugdíjazásakor került ki (saját kérésére) az Elnöki Tanácsból és vesztette el megmaradt pártfunkcióit. (Az MDP KV-jából már 1956. október 30-án kikerült.) Az országgyűlésben 1962-ig volt képviselő. A Vegyipari Dolgozók Szakszervezetében haláláig a KV tagja maradt.

## Díjai, kitüntetései
- A Kossuth-érdemrend II. osztálya (1950)
- A Magyar Népköztársasági Érdemrend III. fokozata (1950)
- A Munka Vörös Zászló Érdemrendje (1954, 1955)
- Tanácsköztársasági Emlékérem (1959)
- Szocialista Hazáért érdemrend (1967)
- Munka Érdemrend, arany fokozat (1968)
- Felszabadulási Jubileumi Emlékérem (1970)